# Marie-Anne de Camargo
Pour les autres membres de la famille, voir Famille de Cupis de Camargo.
Pour les articles homonymes, voir Cupis et Camargo.
Marie-Anne de Cupis Camargo, dite la Camargo, est une danseuse née à Bruxelles le 15 avril 1710 et morte à Paris le 28 avril 1770. 
Elle était la sœur du violoniste virtuose et compositeur Jean-Baptiste de Cupis de Camargo, également né à Bruxelles, et du violoncelliste et compositeur François Cupis de Renoussard, né à Paris.

## Biographie

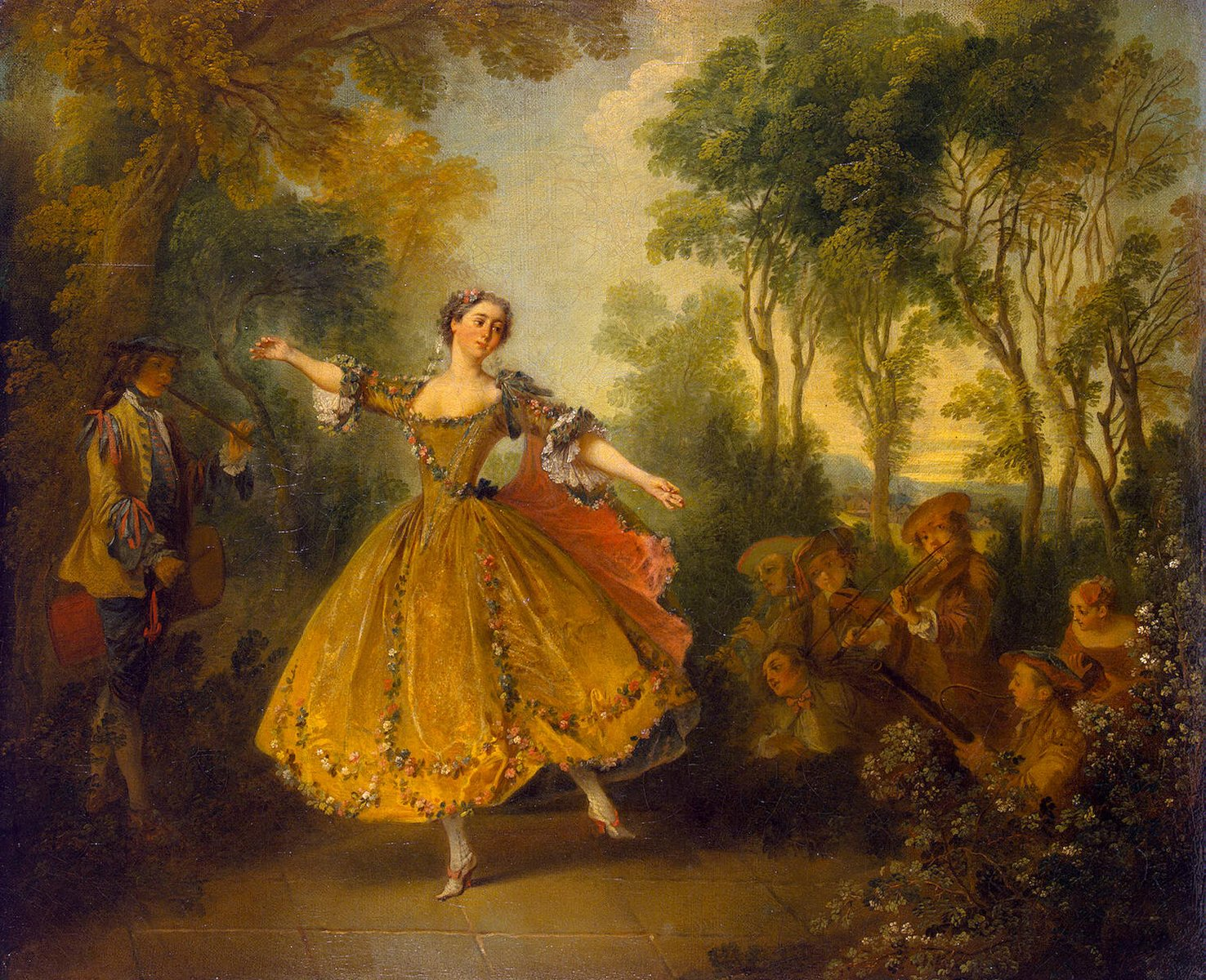
Nicolas Lancret, Mlle Camargo dansant (vers 1730), Saint-Pétersbourg, musée de l’Ermitage.

Descendant d'une famille militaire sans doute d'origine liégeoise[réf. nécessaire] mais implantée depuis longtemps dans le Brabant (même si une légende soigneusement entretenue lui donnait des origines nobles espagnoles ou la prétendait issue d'une famille noble romaine originaire de Montefalco en Ombrie), Marie-Anne Camargo est la fille du musicien et maître à danser Ferdinand-Joseph de Cupis Camargo. 
Elle débute au Théâtre de la Monnaie vers 1720. Remarquée par la princesse de Ligne, elle est envoyée à Paris pour y parfaire sa formation auprès de la grande danseuse Françoise Prévôt. 
Le 5 mai 1726, elle débute à l'Opéra dans Les Caractères de la danse. Le Mercure de France écrit à cette occasion : « Les cabrioles et les entrechats ne lui coûtent rien, et quoiqu'elle ait encore bien des perfections à acquérir pour approcher de son inimitable maîtresse, le public la regarde comme une des plus brillantes danseuses qu'on sçauroit voir, surtout pour la justesse de l'oreille, la légèreté et la force. »
Sa danse était pleine de noblesse et même de retenue. 
Après avoir dansé dans quantité de ballets et créé de nombreux rôles, « la Camargo » quitte la scène en 1734, cédant aux instances de son amant, le comte de Clermont, prince du sang, qui lui interdit de se produire sur scène et va même jusqu'à la séquestrer en son Château de Berny. Elle s'arrange, paraît-il, pour jeter dans ses bras une de ses consœurs, Mlle Leduc. 
Elle rejoint pourtant l'Opéra en 1741, « sans qu'il parût qu'elle eût discontinué la danse pendant six années entières », écrit son nécrologue. Elle tient alors des rôles importants, notamment, dans nombre d'œuvres scéniques de Rameau : Les Indes galantes, Les Fêtes de Polymnie, Le Temple de la Gloire, Les Fêtes d'Hébé, Naïs, Zoroastre. Le compositeur lui a dédié une de ses « Pièces de clavecin en concerts » intitulée La Cupis (à moins que ce ne soit à son frère François Cupis de Camargo, lui-même musicien et compositeur).  
Elle prend sa retraite définitive en 1751, gratifiée d'une pension royale de 1 500 livres, et meurt le  28 avril 1770.
Noverre lui a consacré une longue notice dans ses Lettres sur la danse (édition de 1807), disant d'elle : « La nature lui avoit refusé tout ce qu'il faut pour en avoir, elle n'étoit ni jolie, ni grande, ni bien faite ; mais sa danse étoit vive, légère et pleine de gaîté et de brillant. Les jetés battus, la royale, l'entrechat coupé sans frottement, tous ces temps aujourd'hui rayés du catalogue de la danse, et qui avoient un éclat séduisant, la Demoiselle Camargo les exécutoit avec une extrême facilité, elle ne dansoit que des airs vifs, et ce n'est pas sur ces mouvemens rapides que l'on peut déployer de la grâce; mais l'aisance, la prestesse et la gaîté la remplaçoient ; et, dans un spectacle où tout étoit triste, traînant et langoureux, il étoit heureux de voir une danseuse aussi animée, et dont l'enjouement pût tirer le public de l'assoupissement où le plongeoit la monotonie. »
Voltaire lui a dédié ce madrigal :
Ah ! Camargo, que vous êtes brillante !
Mais que Sallé, grands dieux, est ravissante !
Que vos pas sont légers, et que les siens sont doux !
Elle est inimitable, et vous êtes nouvelle ;
Les Nymphes sautent comme vous,
Mais les Grâces dansent comme elle.
À sa mort, le commissaire au Châtelet Dorival fait apposer les scellés à son domicile de la rue Saint-Honoré, ensuite le notaire procède à l'inventaire après décès : la cave contient quantité de vins différents, dont 484 carafons de Bourgogne ; la bibliothèque, également bien fournie, sera mise en vente par les héritiers chez l'imprimeur Prault ; on trouve encore dans sa demeure près de 19 000 livres d'argent comptant et des titres pour une valeur considérable. Enfin, on découvre au grenier quatorze paires de pigeons.
L'enterrement a lieu le lendemain à l'église Saint-Roch à Paris. La tenue en blanc est de circonstance, comme le veut la coutume adoptée pour les femmes non mariées.
La Camargo a fini ses jours en femme honnête et vertueuse, dit-on, entourée d'« une demi-douzaine de chiens, et un ami qui lui était resté de ses mille et un amants, et à qui elle a légué ses chiens », conclut Melchior Grimm dans sa Correspondance littéraire. 
Le peintre Le Titien fit d'elle un admirable portrait.  Au Musée des Beaux-arts de Nantes, on peut également admirer La Camargo dansant peinte par Nicolas Lancret.